# Odontophorus gujanensis
Odontophorus gujanensis là một loài chim trong họ Odontophoridae.